# Beckrath
Beckrath ist ein ländliches Dorf auf dem Gebiet der Stadt Mönchengladbach im Stadtbezirk Mönchengladbach West und liegt westlich von Wickrath.

## Geographie

### Nachbarortschaften
| Buchholz            | Wickrathhahn                                | Wickrath     |
| Herrath             | Kompassrose, die auf Nachbargemeinden zeigt | Wickrathberg |
| Venrath zu Erkelenz | Kuckum zu Erkelenz                          | Wanlo        |

## Geschichte und Religion
Das Dorf Beckrath zählte mit Wickrathberg und Herrath zu den wenigen reformierten Dörfern der Region. Zudem zählte das Dorf 1918 41 jüdische Bewohner, die zur Synagogengemeinde Wickrathberg gehörten.

## Einwohnerzahl und -entwicklung
Seit dem Jahr 1946 verdoppelte sich nahezu die Einwohnerzahl Beckraths und stieg von 790 auf 1301 im Jahr 2000. Die weitere Prognose fällt aufgrund von mehreren Neubauprojekten steigend aus. Im Juni 2006 zählte die Summe der Einwohnerzahl von Wickrathhahn, Buchholz, Beckrath und Herrath zusammen 3723 Einwohner.

## Vereine
- Denkmalpflege- und Heimatverein Beckrath, gegründet 1921
- Turnverein Beckrath e. V. 1898
- Freiwillige Feuerwehr Beckrath, gegründet 1880
- Männergesangverein „Einigkeit“ Beckrath, gegründet 1879
- Frauenhilfe Beckrath, gegründet 1925

## Persönlichkeiten
- Wilhelm Wickop (1824–1908), Gewerbeschullehrer und Architekt des Historismus